# Patrick Bouvier Kennedy
Patrick Bouvier Kennedy (Bourne, 7 de agosto de 1963-Boston, 9 de agosto de 1963) fue el último bebé antes del asesinato del Presidente de los Estados Unidos, John F. Kennedy y la Primera dama de los Estados Unidos, Jacqueline Kennedy. Era el hermano pequeño de Caroline Kennedy y John F. Kennedy Jr.

## Vida
Patrick Bouvier Kennedy nació mediante cesárea cinco semanas y medio prematuro en Bourne, Massachusetts. Su peso al nacer fue de 1.8 kilogramos. Poco después de nacer desarrolló Síndrome de dificultad respiratoria neonatal. Fue ingresado en el Boston Children's Hospital, donde murió dos días después, tras haber estado sometido a un tratamiento en una cámara hiperbárica. En aquella época, todo lo que se podía hacer con un bebé con síndrome de dificultad respiratoria neonatal era mantener la homeostasis todo lo normal posible.
La muerte de Patrick Kennedy, eclipsada por la de su padre tres meses después, ayudó a avivar el interés en la investigación de la prematuridad y dio lugar a innovaciones en el cuidado de bebés prematuros, lo que dio lugar a un avance en la investigación de la neonatología. Un funeral privado fue celebrado el 10 de agosto de 1963 en la capilla del cardenal Richard Cushing en Boston. El niño fue enterrado inicialmente en el Holyhood Cemetery en Brookline, Massachusetts. Su cadáver y el de su hermana nacida muerta, Arabella, fueron enterrados el 5 de diciembre de 1963 junto a su padre en el Cementerio de Arlington, siendo trasladados a su localización actual en marzo de 1967.
La muerte de Patrick afectó enormemente a la primera dama y al presidente, quienes después de la muerte de su último hijo, empezaron a tomar muestras de cariño públicamente que antes no habían realizado, como acudir a actos públicos tomados de la mano. El agente del servicio secreto Clint Hill recalcó que la pareja tuvo una relación distinta después de la muerte de Patrick. El secretario de prensa Pierre Salinger creyó que si la relación entre el presidente y la primera dama se fortaleció al llegar a la Casa Blanca, la muerte de su hijo la fortaleció aún más.